# NGC 5769
NGC 5769 é uma galáxia elíptica (E) localizada na direcção da constelação de Boötes. Possui uma declinação de +07° 55' 57" e uma ascensão recta de 14 horas, 52 minutos e 41,5 segundos.
A galáxia NGC 5769 foi descoberta em 27 de Abril de 1881 por Edward Singleton Holden.